# وينسلو هال
وينسلو هال (بالإنجليزية: Winslow Hall)‏ هو مجدف أمريكي، ولد في 15 مايو 1912 في أوكلاند في الولايات المتحدة، وتوفي في 27 ديسمبر 1995 في Dutch Flat, California ‏ في الولايات المتحدة.

## وصلات خارجية
- وينسلو هال على موقع الاتحاد الدولي للتجديف (الإنجليزية)
- وينسلو هال على موقع اللجنة الأولمبية الدولية (الإنجليزية)
- وينسلو هال على موقع أوليمبيديا (الإنجليزية)